# Leptobrachium smithi
Leptobrachium smithi, también conocida como rana Smith Litter, es una especie de anfibio anuro del género Leptobrachium, de la familia Megophryidae.

## Hallazgo
La rana fue descubierta en el año 1999 en el estado de Assam, perteneciente a la India y que está situado en el Himalaya Oriental, por los investigadores Matsui, Nabhitabhata y Panha; también habita en otros estados de la zona oriental de la India, en la Malasia peninsular, Bangladés, Tailandia, Laos y Birmania.

## Hábitat y características
Es una especie de rana que se encuentra en las corrientes lentas de los bosques de hoja perenne y caduca, de las selvas tropicales. Tiene unos característicos ojos de color oro de gran tamaño. 

## Publicación original
- Matsui, M., J. Nabhitabhata, and S. Panha. 1999. On Leptobrachium from Thailand with a description of a new species (Anura: Pelobatidae). Japanese Journal of Herpetology / Hachū ryōseiruigaku zasshi 18: 19-29.